# Oligembia pacifica
Oligembia pacifica är en insektsart som beskrevs av Ross 1940. Oligembia pacifica ingår i släktet Oligembia och familjen Teratembiidae. Inga underarter finns listade i Catalogue of Life.